# Обдулио Варела
Обдулио Варела (на испански: Obdulio Varela) е уругвайски футболист, полузащитник.

## Кариера
Обдулио Варела по националност е бразилец.
Започва професионалната си кариера в клуб Депортиво Хувентуд. През март 1938 г. преминава в Монтевидео Уондърърс. През 1943 г. е привлечен от Пенярол, където дебютира на 12 март в мач с Ливърпул Монтевидео. На терена Варела е лидер, за което получава псевдонима черният вожд. Световен шампион от 1950 г.
През 1994 г. е награден с Орден на ФИФА за заслугите му във футбола. Умира на 2 август 1996 г. в Монтевидео.

### Любопитно
След още една важна победа на Пенярол ръководството на клуба решава да даде на играчите допълнителен бонус – за всички по $250, а за Варела – 500. Варела казва: „Или за всички 250 или 500“. В резултат на това, всички играчи на Пенярол получили по 500 долара.
Варела не се съгласява да играе с логото на спонсора на тениската. „По-рано негрите са носили дрехи с името на робовладелеца си. Няма начин!“. Целият отбор, с изключение на Варела, излиза на терена с тениски с рекламен надпис.

## Отличия

### Отборни
Пенярол
- Примера дивисион де Уругвай: 1944, 1945, 1949, 1951, 1953, 1954

### Международни
Уругвай
- Световно първенство по футбол: 1950
- Копа Америка: 1942